# Francisca Corvin-Krasinska
Francisca Corvin-Krasinska (Maleszowa, 9 de marzo de 1742 - Dresde, 30 de abril de 1796) fue una condesa polaca, esposa morganática del duque Carlos Cristián de Sajonia. En respuesta a la persistencia de su marido y de sus abogados en la corte real de Sajonia, en junio de 1775, se le dio a Francisca su propio título de princesa por el emperador José II, y heredable a través de sus hijos.

## Primeros años
Francisca era hija del conde polaco Estanislao Corvin-Krasinski (1717-1762) y de su esposa, Ángela Humiecka. Disfrutó de su educación en su tierra 
natal Maleszowa, donde creció en el castillo de su padre, pero la familia se trasladó a Varsovia. Aquí la llevaron a un internado de niñas.

## Matrimonio morganático
Introducida en la sociedad de la aristocracia polaca por su tía Sofía Lubomirska, dónde conoció, a su futuro marido el príncipe Carlos de Sajonia. Carlos era hijo menor del rey Augusto III de Polonia, quién también era elector de Sajonia. Según los informes, Francisca y Carlos se enamoraron mutuamente cuando ella tenía solo 15 años. En 1757, le pidieron a su familia que apoyaran su plan de matrimonio. Su padre y su tío por matrimonio, el príncipe Antoni Lubomirski, apoyaron su deseo, especialmente porque Carlos estaba en la línea de convertirse en duque de Curlandia, lo que sucedió en 1758. Su tía Sofía, por otro lado tomó una actitud sobria y comentó que su hermano y esposo "... están convencidos de que su hija algún día gobernará ... no puedo estar de acuerdo con lo que escribe", ya que no creía en la honestidad e intenciones de Carlos. Además, en su opinión, su familia no permitiría tal matrimonio y él tendría que abandonar a su sobrina.
El 25 de marzo de 1760 en la ausencia de ambas familias, finalmente se casaron en Varsovia, ella tenía 18 años el 27. El matrimonio se consideró impropio y morganático, ya que Francisca pertenecía a una nobleza inferior a la de Carlos y que en ese momento él también era duque de Curlandia y Semigalia (1758-1763). Como resultado, ella no tenía derecho a compartir su título dinástico. Por lo tanto, el tribunal electoral sajón intentó durante un tiempo que este matrimonio se disolviera, lo que finalmente no tuvo éxito. En Polonia, sin embargo, donde no existía el concepto de matrimonio morganático, ella era oficialmente una princesa. 
Su tía Sofía ahora convencida, exigió junto con Augusto Czartoryski, que Carlos reconociera abiertamente a Francisca como su esposa legal. Después de la muerte de su padre en 1762, el esposo de Sofía, Antoni Lubomirski, se convirtió en el tutor legal de su sobrina "oficialmente soltera" y sus tres hermanas. Sofía Lubomirska estaba entonces en posición de tener más influencia sobre Carlos en el asunto. 
Tras la muerte de su padre Augusto III en 1763, y durante el interregno antes de la elección de un nuevo rey para el trono polaco, Carlos reconoció oficialmente el matrimonio, y Sofía trató de negociar con él para que anunciara su candidatura al trono polaco, lo que le habría dado a Francisca la oportunidad de convertirse en reina. Pero se negó. 
No obstante posteriormente, Carlos (que ya había sido depuesto del ducado de Curlandia) luchó durante muchos años, apoyado por su esposa y la familia Krasiński, para suceder a su padre en el trono polaco. En 1768 se fundó la confederación del mismo nombre en Bar (ahora parte de Ucrania). Se dirigió principalmente contra el nuevo rey Estanislao II Poniatowski, quien fue ascendido a rey con gran apoyo de Catalina II de Rusia. Se considera que la Confederación de Abogados es el primer levantamiento nacional polaco hasta el día de hoy. Muy comprometida con la política en ese momento, Francisca intentó influir en esto con la ayuda de su familia. Uno de los fundadores de esta confederación, el obispo Adam Stanisław Krasiński, era su tío. El resultado de estos esfuerzos fue que Carlos, mientras tanto, en noviembre de 1771 avanzó al candidato real de la Confederación de Abogados. Al final, no se convirtió en rey de Polonia. La Confederación fue derrotada un año después por el Ejército Imperial Ruso con grandes pérdidas. En el período siguiente, Polonia dejó de existir como Reino y se dividió.
Mientras tanto, como la joven pareja vivía vidas separadas, y a causa de su matrimonio, Francisca, a menudo se quedaba con su tía y su tío, viviendo inicialmente en Polonia. Visitó Varsovia con su tía durante la Confederación Radom y la acompañó en un viaje a la finca de Sofía en Opole, donde Franciszka se reunió con Carlos en 1775.

## Reconocimiento de su matrimonio y últimos años
En 1776, en respuesta a la propia persistencia de Carlos y la de otros partidarios de la corte sajona, el matrimonio fue finalmente reconocido por el Sejm polaco, aunque solo como un matrimonio morganático, un concepto extraño en la República de las Dos Naciones, donde todos los nobles contaban como miembros de una sola clase, no obstante esto, con la pensión ahora también otorgada por el estado polaco, aseguró ingresos adecuados para ambos. El año anterior Francisca era nombrada princesa, por el emperador José II. Esto también evitó a sus descendientes una reducción de clase.
Ese año Carlos finalmente pudo traer a su esposa a Sajonia. Ya en 1774 había adquirido el Palacio de Curlandia en Dresde, que más tarde recibió su nombre. Dado que su esposa todavía no fue bien recibida en la corte, se les dio el Castillo de Elsterwerda en el norte de Kursachsen como su residencia, donde ahora permanecían principalmente. Sirviéndole al propio Carlos como residencia de verano. Debido a su ubicación, el castillo era un excelente punto de partida para extensas cacerías en los bosques circundantes, como Liebenwerdaer y Annaburger, así como en Schraden, que está directamente adyacente al castillo.
A la edad de 37 años, y después de 19 años de matrimonio, finalmente se convirtió en madre con el nacimiento de su hija María Cristina en 1779. Debería ser su única hija. Francisca pasó el resto de su vida en Elsterwerda.

## Muerte
En abril de 1796, murió de cáncer de mama después de sufrir durante dos años. Casi dos meses más tarde, su esposo también murió.

## Descendencia
La pareja tuvo sólo una hija:
- María Cristina de Sajonia (7 de diciembre de 1779 - 24 de noviembre de 1851), casada en 1797 con el príncipe Carlos Manuel de Saboya-Carignano, tuvo descendencia, después de su muerte, nuevamente se casó en 1816 con Julio Maximiliano Thibaut, Príncipe de Montléart, también con descendencia.

## En ficción
Klementyna Hoffmanowa, de soltera Tańska, que creció en la casa de la hija de Bárbara Świdzińska, de soltera Krasińska, la hermana mayor de Francisca, con Aniela detrás de Michał Szymanowski, una starosta de Wyszogród en Izdebno, dedicó su novela Dziennik a Francisca. La escritora estaba interesado en su historia y el Castillo de Maleszowa.
Además, Franciszek Korwin-Szymanowski, en su estudio sobre el tutor de Hoffman, menciona en una nota editorial la correspondencia de Francisca y su hija, María Cristina. Estas listas se almacenan en un escritorio starościny, pasó a manos de la familia de su nieta, María Feliksów Szymanowska de Łubieńskich, que informa citada en el memorando que "parte de sus perdidos durante la revolución treinta años". Y sobre el resto de la colección conservada en el escritorio de su padre, Piotr Łubieński en el Palacio Zamoyski de Varsovia, "vino la segunda revolución para destruirla". Se trataba de una búsqueda militar y la quema de todos los documentos como resultado de una bomba lanzada desde un palacio al gobernador ruso, el general Berg.